# El Salvador y la Compañía
El Salvador y la Compañía es un barrio de la ciudad de Córdoba (España), perteneciente al distrito Centro. Está situado en zona centro-sur del distrito. Limita al norte con el barrio de San Miguel-Capuchinos; al este, con los barrios de San Andrés-San Pablo, San Pedro y San Francisco-Ribera; al sur, con el barrio de la Catedral; y al oeste, con el barrio Centro Comercial.

## Monumentos y lugares de interés
- Museo Arqueológico y Etnológico de Córdoba
- Teatro Cómico Principal
- Convento del Corpus Christi
- Colegio de Santa Victoria
- Parroquia del Salvador y Santo Domingo de Silos(Córdoba)
- Reales Escuelas Pías
- Plaza de la Compañía
- Templo romano de Córdoba
- Ayuntamiento de Córdoba
- Antiguo edificio de la Real Academia de la Lengua ( años 1810)
- Plaza de Séneca ( estatua romana y Casa Solariega del Marqués del Villar)
- Archivo Provincial ( casa señorial del S. XVIII en calle Pompeyos)
- Cuesta de Luján